# Peresecina
Peresecina är en ort i distriktet Orhei i Moldavien. Orten ligger 28 km norr om Chișinău och 18 km söder om Orhei. Invånarantalet var 7 816 (2014).
Den moldaviska sångaren Radu Sîrbu kommer från Peresecina.